# Discocistella grevillei
Discocistella grevillei är en svampart som först beskrevs av Miles Joseph Berkeley, och fick sitt nu gällande namn av Svrcek 1962. Discocistella grevillei ingår i släktet Discocistella och familjen Hyaloscyphaceae.   Inga underarter finns listade i Catalogue of Life.
I den svenska databasen Dyntaxa används istället namnet Cistella grevillei för samma taxon.  Arten är reproducerande i Sverige.